# Četverotaktni motor
Četverotaktni motor je motor koji obavlja svoj radni ciklus u četiri takta, odnosno motor koji svoj radni cikus obavi u dva kruga koljeničaste osovine. Ottov motor i Dieselov motor mogu biti izvedeni da rade kao dvotaktni ili kao četverotaktni motori.
Četiri takta su:
1. TAKT – usisavanje zraka
2. TAKT – kompresija i paljenje
3. TAKT – izgaranje i ekspanzija (radni takt)
4. TAKT – ispuh i istiskivanje plinova

## Teoretski rad četverotaktnog motora
Na teoretskom P-V dijagramu Ottova motora (desno) možemo definirati ta četiri takta:
1. TAKT – od 1'do 1 (usis zraka)
2. TAKT – od 1 do 2 (kompresija i u točki 2 paljenje)
3. TAKT – od 2 do 4 (od 2-3 izgaranje, 3-4 ekspanzija)
4. TAKT – od 4 do 1'(od 4-1 slobodan ispuh, 1-1' ispuh tjeran gibanjem stapa)
Točke na Dieselovu dijagramu se u potpunosti poklapaju, s razlikom kod dijela izgaranja, dakle od 2 do 3. Kod Ottova procesa izgaranje je trenutno, dakle pri stalnom volumenu, dok kod dizelovog procesa je ono pri stalnom tlaku, te traje određeno vrijeme. Zbog toga kod objašnjenja dizelskog procesa treba stati: 2-3 izgaranje i ekspanzija, 3-4 samo ekspanzija.

### Opis teoretskog rada četverotaktnog motora
Opis teoretskog rada četverotaktnog motora slijedi iz dijagrama:
1.Takt - klip se giba od GMT ka DMT i usisava zrak u cilindar. Ovaj takt završava kada klip dođe u DMT.
Točka 1 - teoretsko trenutno zatvaranje usisnog ventila
2.Takt - Klip se giba ka GMT i komprimira medij unutar cilindra (smjesu goriva i zraka kod Ottova motora ili sami zrak kod Dizelskog motora)
Točka 2 - trenutno paljenje smjese ili trenutno ubrizgavanje goriva
3.Takt - Izgaranje i ekspanzija, kod Ottova motora, izgaranje po izohori, a zatim ekspanzija, a kod Dizelskog motora je izgaranje po izobari i traje jedan dio ekspanzije.
Točka 3 - predstavlja kraj izgaranja i početak ekspanzije kod Ottova, ili Kraj izgaranja i početak samo ekspanzije kod Dizela.
Točka 4 - otvara(ju) se ispušni ventil(i)
4.Takt - ispuh, od 4 do 1 je po izohori, nagli pad tlaka na atmosferski, a zatim od 1 do 1' klip se giba od DMT ka GMT i gura plinove pred sobom i tako nastavlja ispuh.
Točka 1' - zatvara se ispušni ventil, a otvara usisni ventil

## Stvarni rad četverotaktnih motora
Prikazano na Ottovu motoru: usis, kompresija, paljenje smjese, kraj ekspanzije - slobodan ispuh, ispuh.
Stvarni rad četverotaktnog motora je prikazan na dijagramima desno i na slijedu prikazanom gore. Pomoću njih možemo točno definirati taktove i njihovo trajanje, kao i preklapanje taktova. Točke koje su važne u odvijanju procesa su označene na dijagramima. 
Točke predstavljaju:
1-otvaranje usisnog ventila
2-zatvaranje ispušnog ventila
3-zatvaranje usisnog ventila
4-početak izgaranja
5-kraj izgaranja
6-otvaranje ispušnog ventila
Oznake na dijagramu su:
Pa-atmosferski tlak
Pk-tlak kompresije
Pmax- najveći tlak u cilindru
Q-dovođenje energije
Vc-volumen cilindra
VK-volumen kompresije
Taktove možemo odrediti kako slijedi:
1.takt-usis-traje od otvaranja usisnog ventila do zatvaranja usisnog ventila (od točke 1 do točke 2)
2.takt-kompresija-traje od zatvaranja usisnog ventila pa do točke paljenja paljenja (od točke 3 do točke 4)
3.takt-izgaranje i ekspanzija-traje od točke paljenja (4) pa do trenutka otvaranja ispušnog ventila (6)
4.takt-ispuh-traje od otvaranja ispušnog ventila (6) pa sve do njegovog zatvaranja (2)
Na razvodnom dijagramu se vidi područje obojano crvenom bojom, kada se dešava izgaranje u cilindru. Taj dio je dio takta ekspanzije. Na posljednjoj slici se vidi tamnije obojano područje, koje je područje preklapanja taktova, odnosno dio kada traju i usis i ispuh.
Postoje određena razmimoilaženja kada počinje kompresija, s obzirom na to da se usisni ventil zatvara iza GMT. Pojedinci tumače da kompresija počinje u trenutku kretanja klipa iz GMT prema DMT, međutim, prevladavajuće mišljenje je prikazano ovdje, da kompresija počinje trenutkom zatvaranja ventila.

### Objašnjenje PV dijagrama
U točki 1 koja se nalazi nešto prije DMT se otvara usisni ventil, te započinje takt usisa. Klip se tada još giba ka DMT. Tlak u cilindru je veći od atmosferskog tlaka (Pa), zbog gibanja klipa, a oko GMT postepeno pada zbog smanjivanja klipne brzine. Nakon GMT klip u gibanju stvara podtlak i siše smjesu ili zrak u cilindar.Kako je tlak smjese ili zraka veći od atmosferskog, to se koristi za dodatno punjenje cilindra, koje se dešava iza DMT, dakle, nešto prije zatvaranja usisnog ventila u točki 3. Od točke 3 do točke 4 traje kompresija. U točki 4, nešto prije GMT, dolazi do paljenja smjese (ubrizgavanja goriva). Kut pretpaljenja ovisi o izvedbi motora, broju okretaja, vrsti goriva,...Od točke 4 do točke 5 traje izgaranje u cilindru, prvo praćeno naglim porastom tlaka (klip još komprimira, a istovremeno se vrši izgaranje), a zatim majim porastom, nakon čega nastupa ekspanzija u cilindru, prilikom koje se klip giba prema DMT. U točki 6 otvaranjem ispušnog ventila (ili više njih) prestaje ekspanzija, plinovi iz cilindra naglo izlaze iz cilindra i tlak pada.Nakon DMT, klip se počinje gibati ka GMT, istiskujući zaostale plinove iz cilindra. Ispuh završava nakon GMT kada se zatvara ispušni ventil (točka 2).

## Konstrukcijske razlike od dvotaktnog motora
Četverotaktni motor ima dva okretaja koljeničaste osovine tijekom svog radnog ciklusa. To znači da mu se tijekom dva kruga koljeničaste osovine samo jednom otvore ventili i samo jednom se uštrca gorivo (baci iskra). Time je određena brzina okretanja bregaste osovine (ako je ima, jer novi motori nemaju bregastu osovinu), koja se okreće upola sporije, tj. za svaki okret bregaste osovine koljeničasta napravi dva. Druga i osnovna razlika četverotaktnih i dvotaktnih motora su ventili. Dok dvotaktni nema ventile ili ima samo ispušni ventil (ili više njih), četverotaktni ventil obavezno ima i usisni i ispušni ventil.

## Upotreba četverotaktnih motora
Četverotaktni motor ima danas vrlo široku primjenu. Izrađuje se u raznim veličinama od vrlo malih motora (za modalarstvo), pa do motora od nekoliko tisuća kW. Najpoznatija i vjerojatno najraširenija primjena je u automobilskoj industriji, koja uz manje izuzetke (npr. Mazda RX8) isključivo upotrebljava četverotaktne motore. Također, velika primjena četverotaktnih motora je na brodovima i brodicama, kao porivni motori ili kao agregati za električnu energiju. Vanbrodski motori, koji su nekada nili većinom dvotaktni, danas se izrađuju kao četverotaktni zbog manjeg utjecaja na okoliš (manje zagađivanje). Veći četverotaktni motori se upotrebljavaju na brodovima, gdje im još uvijek oštru konkurenciju čine dvotaktni motori, koji još uvijek imaju veći stupanj iskorištenja.